# Výroková proměnná
V matematické logice je výroková proměnná taková proměnná, která může nabývat hodnot pravda anebo nepravda. Výrokové proměnné jsou základní stavební bloky výrokových formulí z výrokové logiky. Lze je používat i v predikátové logice a logikách vyšších řádů.
Formule se ve výrokové logice vytvářejí rekurzivně z výrokových proměnných, logických konstant pravda a nepravda  a
logických spojek (Logické kvantifikátory se používají až v predikátové logice.) Výrokové proměnné jsou atomické formule výrokové logiky. Ve výrokové logice lze definovat formule takto:
- Každá výroková proměnná je formule.
- Pro libovolnou formuli X její negace ¬X je proměnná.
- Pro libovolné dvě formule X a Y a (binární) logickou spojku op (jako například logickou konjunkci ∧) je X op Y výrokovou formuli.
- Formule vzniká konečným počtem použití předchozích tří pravidel.

Tímto způsobem formule výrokové logiky používají výrokové proměnné jako své základné stavební jednotky.